# Hermann Verworn
Wilhelm Ferdinand Hermann Verworn (* 5. März 1848 in Berlin; † 1926 in Göttingen) war ein deutscher Architekt und Baubeamter.

## Leben
Hermann Verworn war der Sohn des Zahlmeisters beim 2. Garde-Ulanen-Regiment in Berlin, Wilhelm Ferdinand, und älterer Bruder des Physiologen Max Verworn. Nach dem Abitur am Friedrichs-Gymnasium im Jahr 1867 studierte er im Baufach und legte 1872 die Bauführerprüfung ab. 1877 bestand er die Baumeisterprüfung, wurde Königlicher Garnisonsbaumeister und 1880 Garnisonsbauinspektor. Am 1. März 1888 wurde er nach Kassel versetzt und mit der Wahrnehmung der Geschäfte als bautechnisches Mitglied der Intendantur des XI. Armee-Corps beauftragt. 1890 nach Berlin zurückgekehrt, wurde er Intendant und Baurat im Kriegsministerium. 1896 wurde er Geheimer Baurat, 1898 Geheimer Baurat und Vortragender Rat im Kriegsministerium, 1901 Geheimer Oberbaurat und 1913 Wirklicher Geheimer Oberbaurat. 1917 trat er in den Ruhestand.

## Bauten
- 1881–1884 Kasernen-Anlage für das Garde-Schützen-Bataillon in Groß Lichterfelde[8] (zusammen mit Bruhn, Ernst August Roßteuscher und Ferdinand Schönhals)
- 1892–1896 Kasernen General-Pape-Straße[9] (zusammen mit Hermann Böhmer und Zappe)

## Ehrung
Er wurde mit dem Komturkreuz II. Klasse des Königlich sächsischen Albrechts-Ordens geehrt.